# Романенко, Виктор Николаевич
Виктор Николаевич Романенко (1933 — дата смерти?) — конструктор систем управления ракетно-космической техники, лауреат Ленинской премии (1974).

## Биография
В 1956 году окончил радиотехнический факультет Харьковского политехнического института.
Работал в харьковском ОКБ-692 (КБ «Электроприбор», НПО «Электроприбор», впоследствии реорганизовано в ОАО «Хартрон»): инженер, зам. начальника лаборатории, с 1964 году начальник лаборатории, с 1966 года начальник 31-го отдела.
С 1962 году кандидат технических наук. В дальнейшем стал доктором физико-математических наук, защитив докторскую диссертацию в области теории автоматического регулирования.
В 1974 году в числе других создателей ракет-носителей 11К69 (Циклон) удостоен Ленинской премии.
Руководил отделом до начала 1990-х гг.
Автор учебного пособия:
- Аналитическое конструирование систем стабилизации летательных аппаратов : Учеб. пособие / В. Н. Романенко; Харьк. авиац. ин-т им. Н. Е. Жуковского. — Харьков : ХАИ, 1989. — 56 с. : ил.; 20 см.